# Cratere Yakyt
Yakyt  è un cratere sulla superficie di Venere.